# 張爾嘉
張爾嘉（？—1629年），字锡之，號佘峰，南直隶松江府青浦县人。

## 生平
少爱佘山之胜，遂自號佘峰。青浦县学生，万历三十一年（1603年）癸卯科应天乡试举人，四十一年（1613年）癸丑科進士，授浙江东阳县知县，四十三年本省同考，四十八年行取，擢兵部主事，天啓元年往浙江募兵，二年丁憂歸。四年補武选司主事，晋职方司郎中，当考选，疏救刘光复，荐邹元标，执政惮之，与尚书崔呈秀忤，六年十二月出为浙江右参政、分守宁绍道，升本省按察使，崇祯元年升右布政使，次年卒官。
墓在佘山。